# Macrognathus

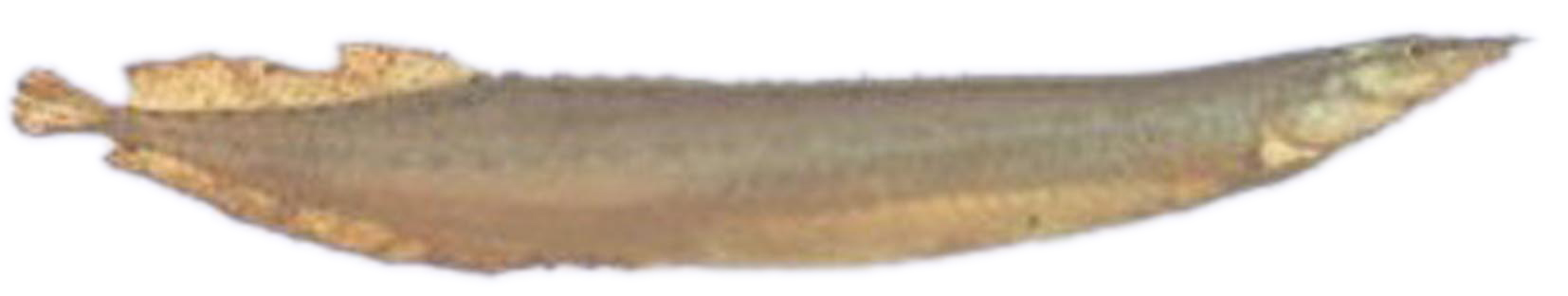
Macrognathus aral

Macrognathus és un gènere de peixos pertanyent a la família dels mastacembèlids.
Poden assolir entre 20 i 25 cm de llargària màxima.
Mengen larves de petits insectes aquàtics i oligoquets.
Es troben a l'Índia i el Sud-est asiàtic.

## Taxonomia
- Macrognathus aculeatus (Bloch, 1786)[4]
- Macrognathus aral (Bloch & Schneider, 1801)[5]
- Macrognathus aureus (Britz, 2010)[6]
- Macrognathus caudiocellatus (Boulenger, 1893)[7]
- Macrognathus circumcinctus (Hora, 1924)[8]
- Macrognathus dorsiocellatus (Britz, 2010)[9]
- Macrognathus guentheri (Day, 1865)[10]
- Macrognathus keithi (Herre, 1940)[11]
- Macrognathus lineatomaculatus (Britz, 2010)[9]
- Macrognathus maculatus (Cuvier, 1832)[12]
- Macrognathus malabaricus (Jerdon, 1849)
- Macrognathus meklongensis (Roberts, 1986)[13]
- Macrognathus morehensis (Arunkumar & Tombi Singh, 2000)[14]
- Macrognathus obscurus (Britz, 2010)[9]
- Macrognathus pancalus (Hamilton, 1822)[15]
- Macrognathus pavo (Britz, 2010)[9]
- Macrognathus semiocellatus (Roberts, 1986)[13]
- Macrognathus siamensis (Günther, 1861)[16]
- Macrognathus taeniagaster (Fowler, 1935)
- Macrognathus tapirus (Kottelat & Widjanarti, 2005)[17]
- Macrognathus zebrinus (Blyth, 1858)[18][19][20][21][22][23][24]

## Observacions
Algunes de les seues espècies són populars com a peixos d'aquari (com ara, Macrognathus aculeatus i Macrognathus siamensis).